# Beñat Albizuri
Beñat Albizuri Aransolo (Berriz, 17 mei 1981) is een Spaans voormalig wielrenner die tussen 2006 en 2008 beroepsrenner was bij Euskaltel-Euskadi.

## Resultaten in voornaamste wedstrijden
| Jaar | Ronde van Italië | Ronde van Frankrijk | Ronde van Spanje |
| ---- | ---------------- | ------------------- | ---------------- |
| 2006 | 144e             |                     |                  |
| 2007 | opgave           |                     |                  |
| 2008 |                  |                     |                  |

| Jaar | Milaan-San Remo | Gent-Wevelgem | Ronde van Vlaanderen | Parijs-Roubaix |
| ---- | --------------- | ------------- | -------------------- | -------------- |
| 2006 | 114e            |               |                      |                |
| 2007 | 81e             |               |                      |                |
| 2008 |                 | 164e          | opgave               | opgave         |

## Ploegen
- 2005 –  Orbea
- 2005 –  Euskaltel-Euskadi (stagiair vanaf 1-8)
- 2006 –  Euskaltel-Euskadi
- 2007 –  Euskaltel-Euskadi
- 2008 –  Euskaltel-Euskadi